# Johann Wilhelm Hertel
Johann Wilhelm Hertel (Eisenach, 9 ottobre 1727 – Schwerin, 14 giugno 1789) è stato un compositore, clavicembalista e violinista tedesco.

## Biografia
Hertel nacque a Eisenach, in una famiglia di musicisti. Il padre era, Johann Christian Hertel (1697-1754) era un Konzertmeister (dal 1733) e direttore della musica alla corte di Eisenach, mentre suo nonno era, Jakob Christian Hertel (ca. 1667-ca. 1726), era stato maestro di cappella a Oettingen e più tardi Merseburg. Quando era giovane, Johann Wilhelm accompagnava il padre, nei suoi tour assumendo la posizione di clavicembalista. Imparò il violino, sotto la guida di František Benda. Nel 1742 venne con il padre a Meclemburgo-Strelitz dove suonò entrambi gli strumenti. Tra i suoi allievi c'era Carl Friedrich Christian Fasch (1736-1800).
Dopo ulteriori studi musicali in Zerbst e Berlino, Hertel si spostò nel Ducato di Meclemburgo-Schwerin, dove ebbe molto successo, inizialmente come direttore e poi come compositore di corte. 
Durante il regno del duca Cristiano Ludovico II, Hertel scrisse musica strumentale, mentre durante il regno del suo successore, Federico II (chiamato 'il pio') si è concentrato sulla musica sacra. 
Nel 1770 venne nominato consigliere di corte e anche come segretario privato della principessa Ulrike. È morto a Schwerin.
Hertel scrisse un gran numero di sinfonie, concerti solistici, sonate per clavicembalo, canzoni, inni, cantate e oratori. Egli è considerato un importante rappresentante dello 'stile emozionale' (Classicismo).

## Opere
- Sei Sonate per clavicembalo, op. 1, Nürnberg 1756
- Concerto per tromba e oboe (doppio concerto) in mi bemolle maggiore
- Concerto per fagotto in la minore
- Concerto per oboe in sol minore
- Sonata a Quattro per due corni e due fagotti (in mi bemolle)
- Concerto per 8 timpani
- Concerto a cinque in Do per tromba, due oboi e due fagotti
- Oratorio di Natale "Die Geburt Jesu Christi", registrato da Die Kölner Akademie diretta da Michael Alexander Willens il CPO
- Pasqua Passione cantata "Der sterbende Heiland" registrato da Die Kölner Akademie diretta da Michael Alexander Willens il CPO
- Concerto per arpa e Clavicembalo in Fa maggiore
- Concerto per arpa e Clavicembalo in Do maggiore
- Concerto per arpa e Clavicembalo